# سلیم پاسیاه کوچک
سلیم پاسیاه یا سلیم کوچک (نام علمی: Charadrius alexandrinus) نام یک گونه از سرده سلیم‌های طوق‌دار است. اندازه آن ۱۶ سانتی‌متر است؛ تفاوت این پرنده با سلیم طوقی بزرگ و سلیم طوقی کوچک عبارت است از سطح پشتی کمرنگ‌تر، بدن نسبتاً لاغرتر و پاهای سیاه، نوار چشمی باریک‌تر و دو لکه تیره در طرفین و بالای سینه (به جای طوق کامل سیاه). در پرواز نوار بالی باریک‌ترش بیننده را به یاد سلیم طوقی می‌اندازد، ولی سطح پشتی آن کمرنگ‌تر و سفیدی طرفین دم تیره‌رنگش بیشتر است. پرنده نر، ابروی سفید و باریک و یک لکه سیاه در جلو تارک خرمائی رنگش دارد. پرنده ماده کمرنگ‌تر است با لکه‌های قهوه‌ای (به جای سیاه) در طرفین سینه، و لکه سیاه روی تارک را ندارد. پرنده نابالغ ممکن است با نابالغ سلیم طوقی بزرگ و سلیم طوقی کوچک که طوق سینه‌ای کامل ندارد و پاهایشان به رنگ زرد یا گوشتی است، اشتباه شود، ولی پاهای سیاه آن نشانه تشخیص خوبی است.

## زیستگاه
بیشتر در سواحل دریاها و دریاچه‌های شور دیده می‌شود. در سواحل شنی و ریگزار یا کرانه‌هایی که از مخلوط ماسه و گل تشکیل شده‌اند، زندگی و زاد و ولد می‌کند.

## پراکندگی
به‌طور کلی سلیم پاسیاه (کوچک) از جمله پرندگان بومی ایران است و از پراکندگی نسبتاً فراوانی برخوردار بوده و اما در حال حاضر اطلاع دقیق و مستندی از تعداد و وضعیت پراکندگی آن در دست نیست.

## نگارخانه

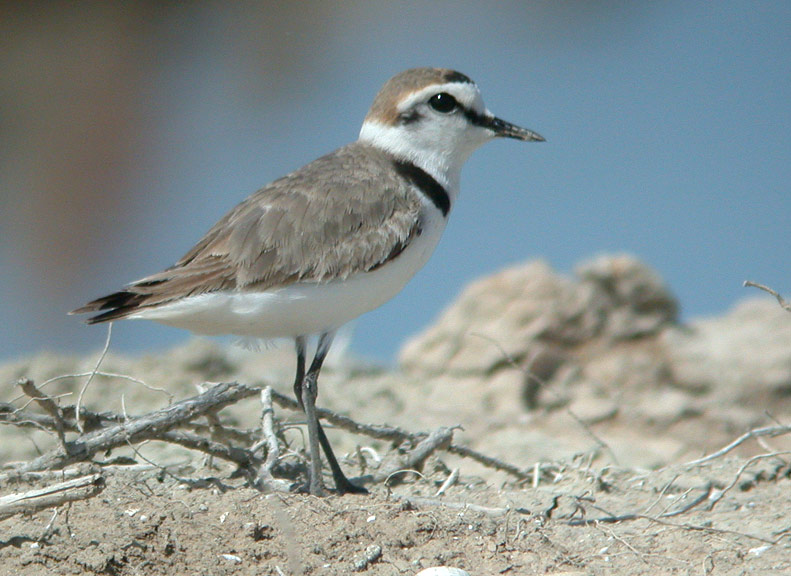
سلیم پاسیاه
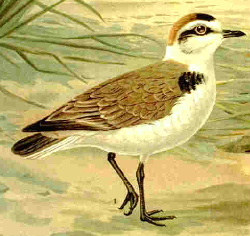
سلیم پاسیاه
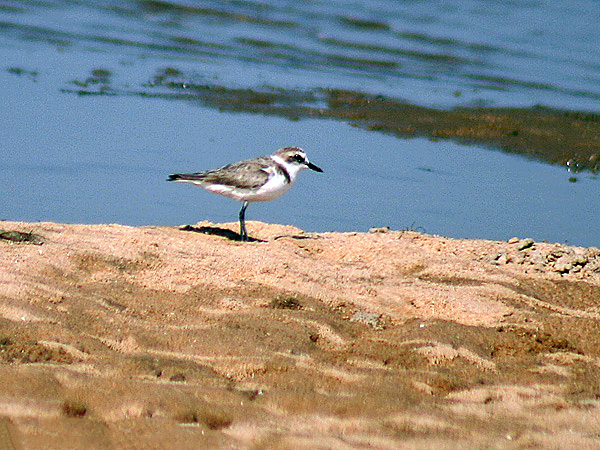
سلیم پاسیاه
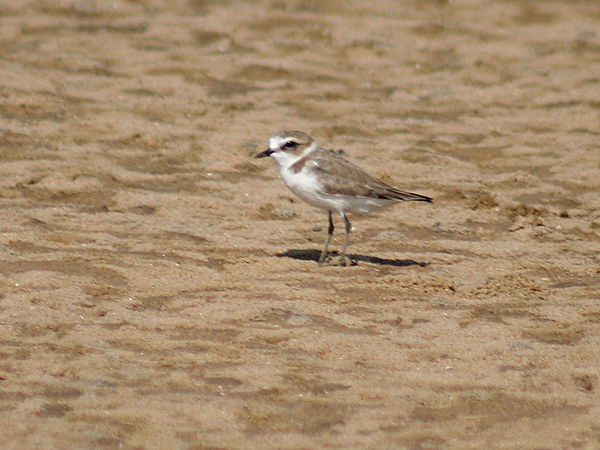
سلیم پاسیاه
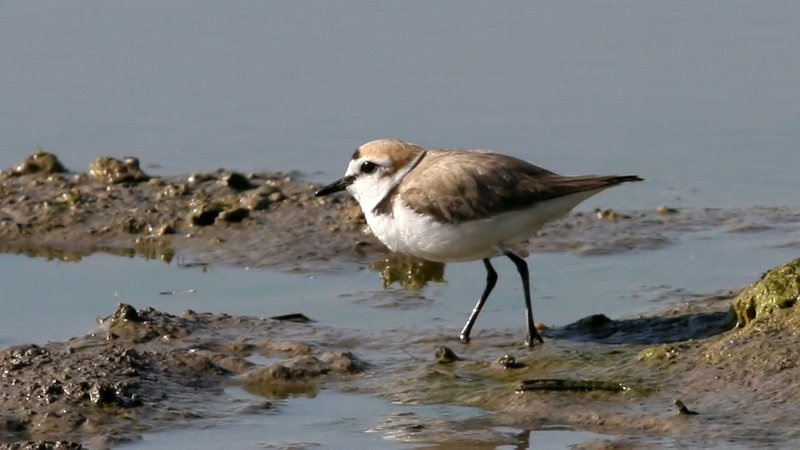
سلیم پاسیاه
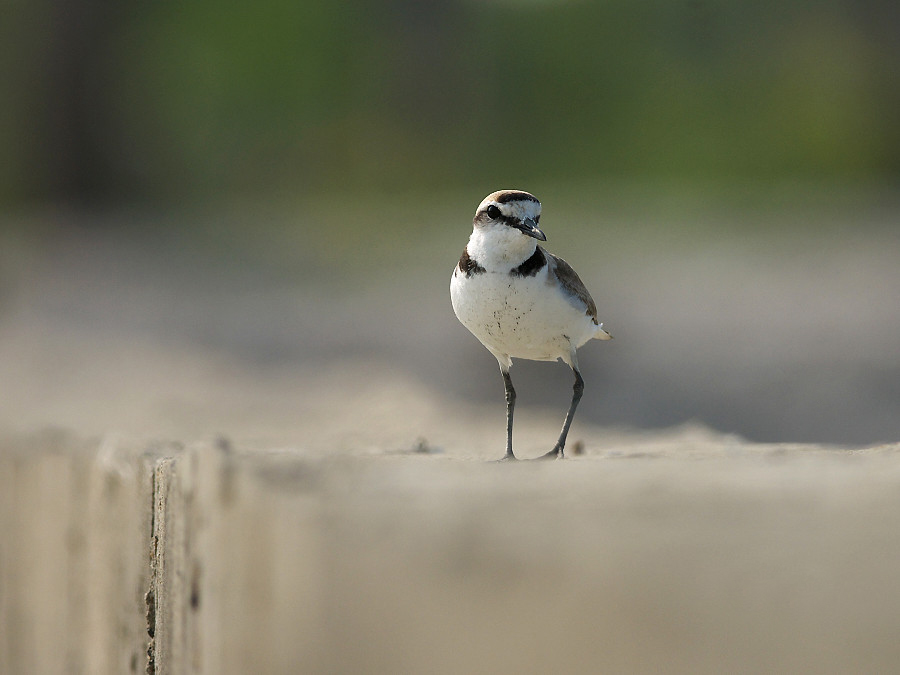
سلیم پاسیاه
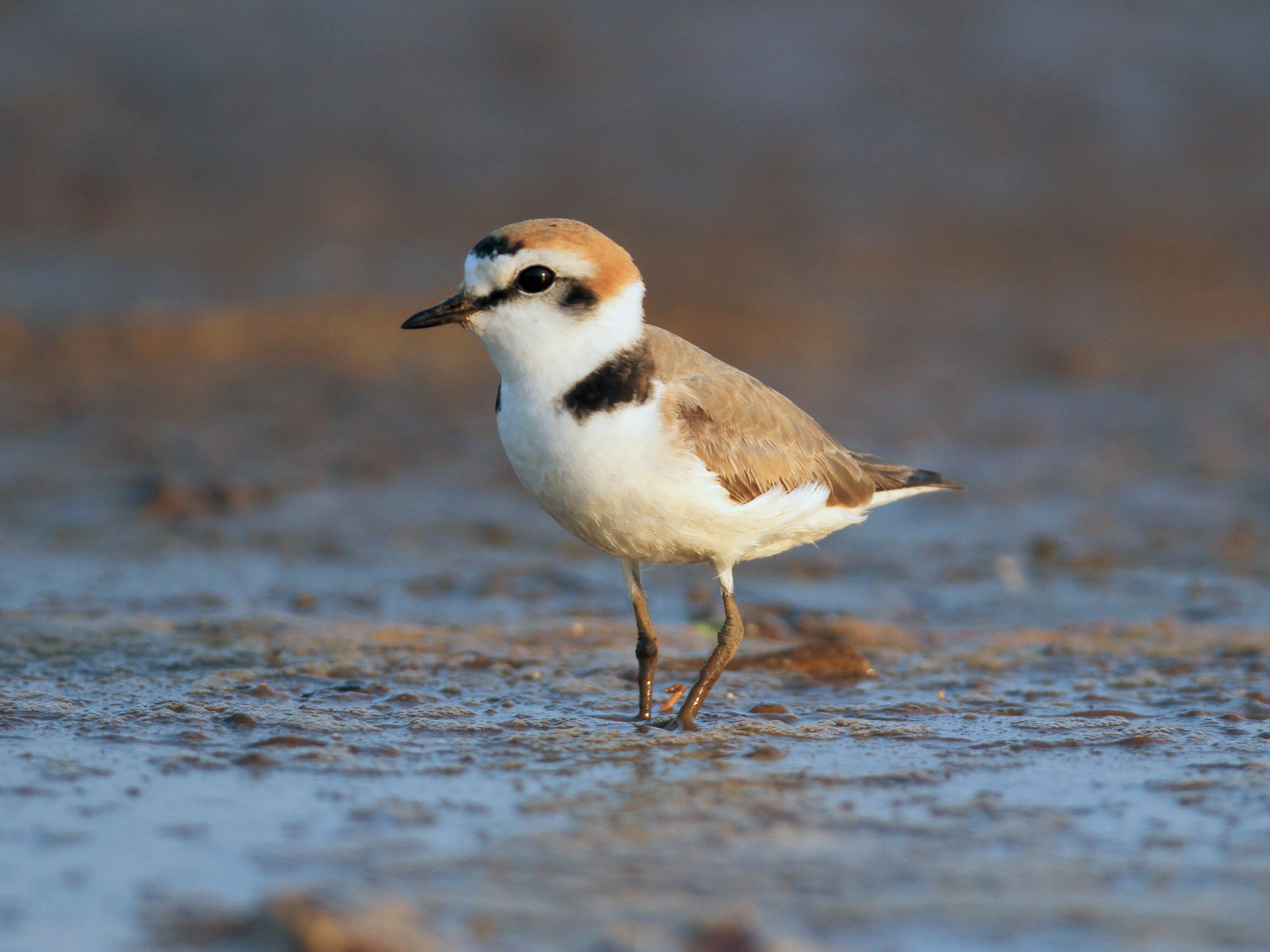
سلیم پاسیاه
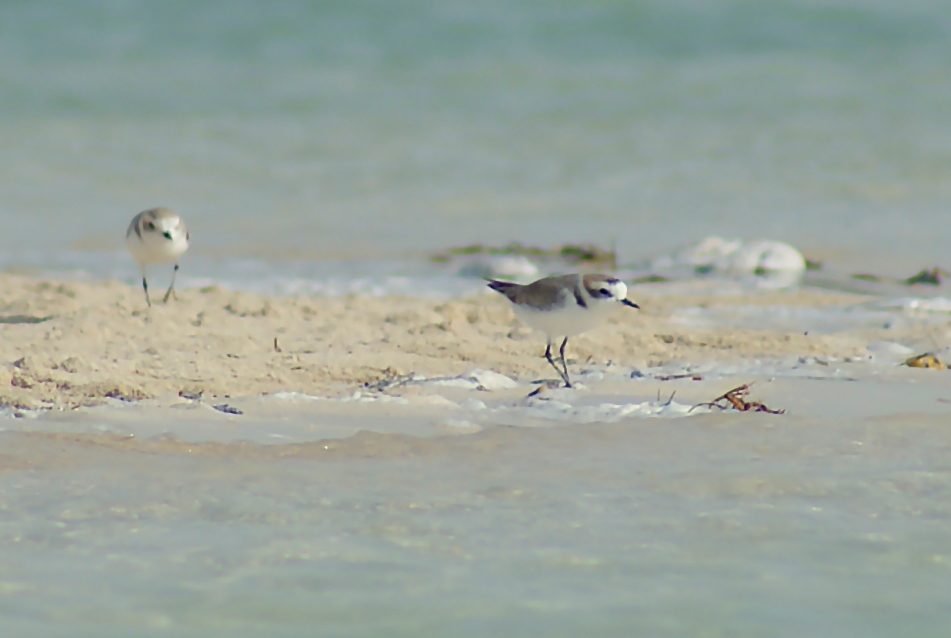
سلیم پاسیاه
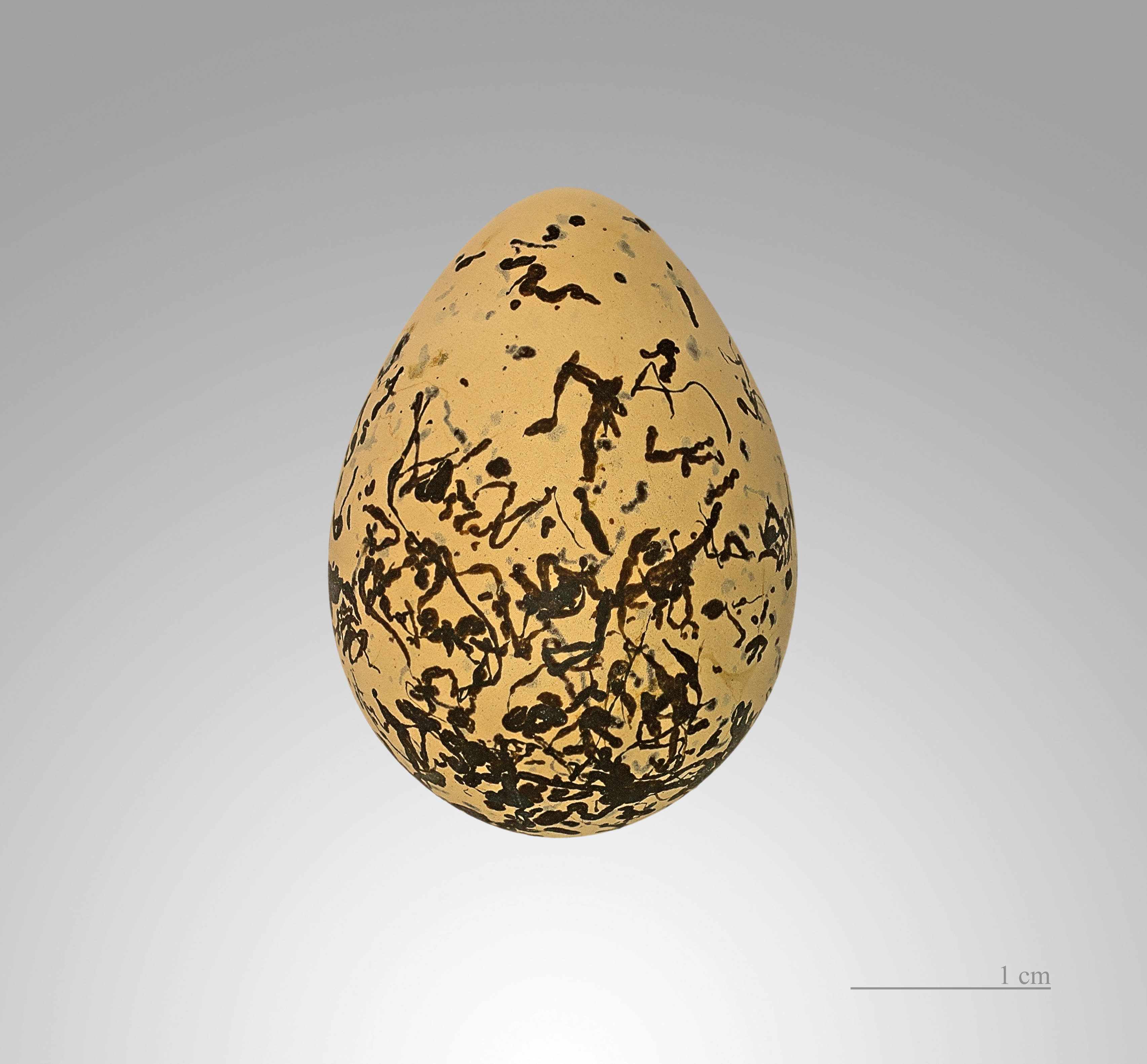
Charadrius alexandrinus